# Brigade des mœurs (film, 1959)
Pour les articles homonymes, voir Brigade des mœurs (homonymie).
Pour plus de détails, voir Fiche technique et Distribution.
Brigade des mœurs est un film français de série B, réalisé par Maurice Boutel, sorti en 1959.

## Résumé
Un journaliste et un commissaire s'unissent pour anéantir un réseau de traite des Blanches fonctionnant pour le Moyen-Orient. Le cabaret dirigé par Clovis où chante Dalida est vite repéré ainsi qu'une agence matrimoniale, régie par Madame Irma, offrant des semblants de garantie. Indices sans preuve. La fiancée du journaliste accepte de jouer le jeu combiné par le commissaire. Le réseau est démantelé.

## Fiche technique
- Titre : Brigade des mœurs
- Réalisation : Maurice Boutel
- Conseiller technique : Jean-Paul Sassy
- Scénario, adaptation et dialogues : Maurice Boutel (d'après un dossier d'Interpol : WAT 6030)
- Photographie : Enzo Riccioni
- Musique : Eddie Barclay (Éditions Barclay, Compagnie Phonographique Française)
- Chansons : J.Néro chante Brigade des mœurs(M.Boutel/E.Barclay) - Dalida chante : Bambino (Jacques Larne/Franciulle) et Aime-moi (Maurice Vidalin/Jacques Datin) - Bob Martin chante : Quand je monte chez toi (Jean Broussolle/Henri Salvador) (Éditions Barclay)
- Montage : André Brossier
- Son : Paul Durand
- Perchman : Michel Fano
- Photographe de plateau : Jean Magis
- Production : Eugène Tucherer
- Sociétés de production : Cocifrance, Élysée-Films
- Tournage du 24 juin au 19 juillet 1958
- Pays :  France
- Genre : Policier
- Durée : 85 minutes
- Date de sortie : France, 18 mars 1959
- Interdit aux moins de 16 ans à sa sortie
- Visa d'exploitation : 23881

## Distribution
- Eddie Barclay : le chef d'orchestre
- Dalida : elle-même
- Jean Tissier : Clovis, le rabatteur
- Colette Ripert : Irène, la complice du prince
- Fernand Sardou : le commissaire Masson
- Pauline Carton : la marieuse
- Michel Beaufort : le journaliste
- Bob Martin : lui-même
- Jacqueline Néro : elle-même
- Marcel Charvey : le prince
- Pierre Repp : l'ami du futur marié
- Pierre-Jacques Moncorbier : l'homme d'affaires du prince
- Emile Stern et son piano
- Pierre Stephen
- Tilda Ellen
- Véra Valois
- Linda Roméo
- Jacqueline Weiss
- Henri-Marceau
- Pierre Cap
- Louis Roman
- Teddy Jeffries
- Claire Nevers
- M. Balloche